# Псаки, Джен
Дже́ннифер Рене́ (Джен) Пса́ки (англ. Jennifer Rene «Jen» Psaki, МФА ['sɑːkiː]; род. 1 декабря 1978, Стамфорд) — американский политический советник. Директор по коммуникациям Белого дома (2009—2011, 2015—2017), официальный представитель Государственного департамента США (2013—2015). В ноябре 2020 года избранный президент Джо Байден назначил ее пресс-секретарем Белого дома (январь 2021 — май 2022).

## Биография
Родилась в Стамфорде, штат Коннектикут, США. Её отец Джеймс Псаки (James R. Psaki, или Димитрис Псакис, греч. Δημήτρης Ψάκης) происходит из греческой провинции Мессения — застройщик многоквартирных домов в группе девелоперских компаний Groton, штат Коннектикут; в настоящее время на пенсии. Мать Айлин Медви (Eileen D. Medvey) — психотерапевт, занимающаяся частной практикой в Гринвиче.
Окончила Greenwich High School в 1996 году и исследовательский университет Колледж Вильгельма и Марии в 2000 году. Обучаясь в университете, была членом студенческого женского объединения Chi Omega, занималась плаванием на спине.

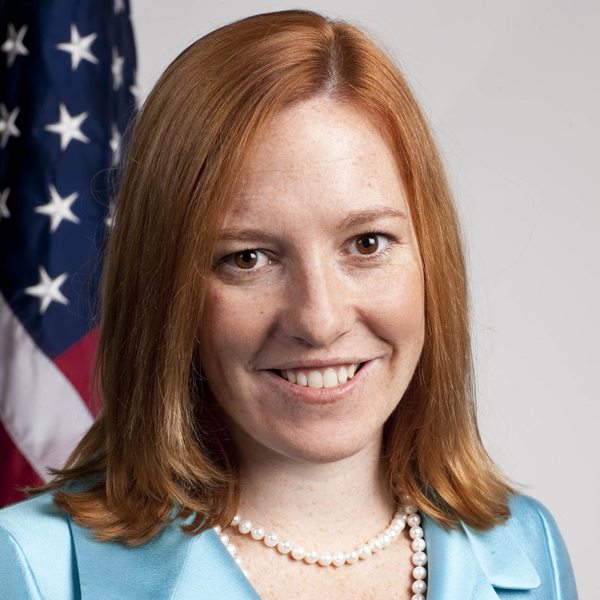
Портрет Джен Псаки. 2010 год

## Карьера

### Ранняя карьера
Псаки начала свою политическую карьеру в 2001 году, участвуя в кампании перевыборов кандидатов от Демократической партии в штате Айова Тома Харкина и Тома Вилсэка. Затем Псаки становится заместителем пресс-секретаря в предвыборной кампании Джона Керри в 2004 году. В 2005—2006 годах Псаки работала директором по связям с общественностью у члена Палаты представителей Джозефа Кроули и местным пресс-секретарём Democratic Congressional Campaign Committee.

### Администрация Обамы
Во время президентской кампании 2008 года Псаки являлась путешествующим пресс-секретарём сенатора Барака Обамы. После победы Обамы на выборах Псаки последовала за ним в Белый дом в должности заместителя пресс-секретаря и 19 декабря 2009 года стала директором. Псаки оставила эту должность 22 сентября 2011 года, став старшим вице-президентом и управляющим директором отдела по связям с общественностью фирмы Global Strategy Group в Вашингтоне.

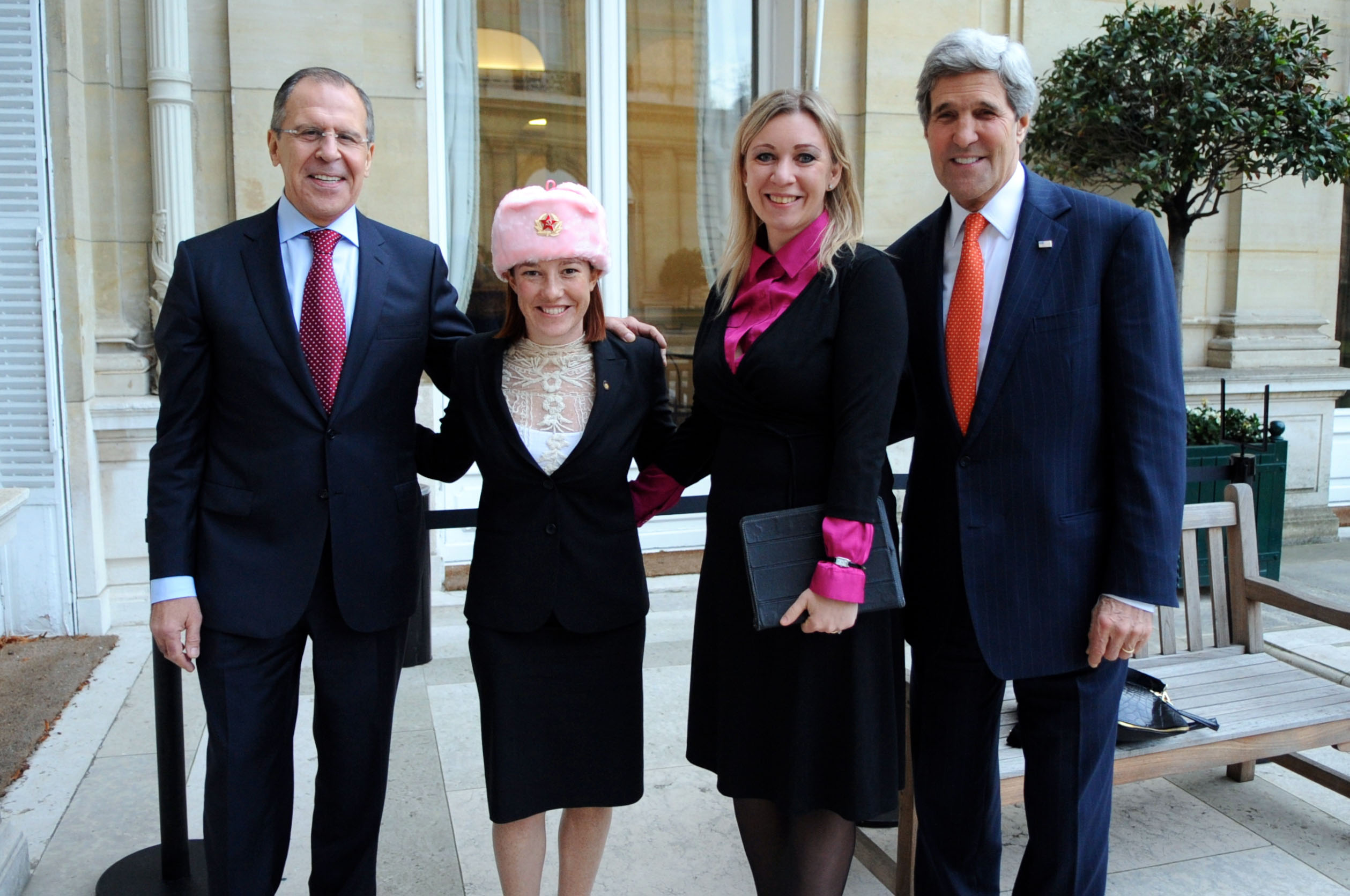
Сергей Лавров, Дженнифер Псаки,
Мария Захарова и Джон Керри.
Париж, 13 января 2014 года

В 2012 году Псаки возвращается в политику как пресс-секретарь Барака Обамы на президентских выборах 2012 года. 11 февраля 2013 года она становится официальным представителем Государственного департамента США.
С 1 апреля Псаки перешла на работу в Белый Дом, где сменила Дженнифер Палмиери на посту руководителя отдела по связям с общественностью. На старом посту в Государственном департаменте США её заменил Джон Кёрби.
После победы на президентских выборах 2016 года республиканца Дональда Трампа Дженнифер Псаки покинула свой пост после его инаугурации в январе 2017 года.
7 февраля 2017 года Псаки приступила к работе политическим комментатором на канале CNN.

### Администрация Байдена
В ноябре 2020 года стало известно, что Джен Псаки покинула пост на CNN и присоединилась к переходной команде Байдена и Харрис.
29 ноября 2020 года Псаки была назначена пресс-секретарём Белого дома в администрации Джозефа Байдена.

### Медиа
13 мая 2022 года покинула должность. Начиная с осени начнёт появляться экспертом в новостях на американском кабельном телеканале MSNBC, в начале 2023 года станет ведущей потоковой программы. Псаки также появится в предвыборных программах NBC и MSNBC во время промежуточных и президентских выборов 2024 года.

## Критика и отношение в России
В качестве официального представителя Государственного департамента США Псаки с марта 2014 года регулярно озвучивала точку зрения своего ведомства на украинские события. Псаки стала целью атак со стороны российских государственных СМИ, которые регулярно высмеивали её выступления.
Во время пресс-конференции, посвящённой референдумам на востоке Украины, Псаки упомянула слово «карусель», означающее разновидность фальсификаций выборов, однако разъяснить значение термина, отвечая на вопрос корреспондента Associated Press Мэтью Ли, не смогла, сказав, что текст готовил её референт. Как отмечает BBC, в связи с отсутствием соответствующего явления этот термин неизвестен в США, кроме как иммигрантам и специалистам.
5 августа 2014 года Псаки заявила, что Государственный департамент США обеспокоен тем, что учения российской военной авиации проводятся в районах, граничащих с Украиной. В ответ на это представитель Министерства обороны РФ заявил, что учения проводятся на полигоне Ашулук в Астраханской области (примерно 1000 км от границы с Украиной) и что в ведомстве «выражают обеспокоенность отсутствием у неё [Псаки] элементарных географических знаний», посоветовав «сверяться с картой перед выступлениями».
В ответ на критику Псаки заявила русской службе радиостанции «Голос Америки»:

Я воспринимаю происходящее как знак отличия. Забавно и занятно, что за прошедшее время масса времени была потрачена на рисование картинок «Фотошопом» и нападки на меня.
Я нахожусь в хорошей компании высокопоставленных должностных лиц США. На самом деле, многие женщины из их числа также были объектами атак той же самой российской пропагандистской машины. Поэтому всё происходящее я воспринимаю спокойно.
Оригинальный текст (англ.)
I take it as a badge of honor. It is funny and entertaining that there has been a lot of time spent dedicated to Photoshopping pictures and different attacks on me over the course of time.
I am in a good company: U.S. officials. In fact, many women who are U.S. officials over time who also have been victims of the same Russian propaganda machine, so I take it all in stride.

В ходе брифинга в феврале 2015 года Псаки отрицала причастность к подготовке переворота в Венесуэле, указав, что США, следуя старым принципам, не поддерживают смену политической власти неконституционным путём. В ответ на вопрос корреспондента ИТАР-ТАСС Андрея Шитова, почему США поддержали неконституционную смену правительства на Украине в начале 2014 года, Псаки эмоционально отреагировала, обвинив в искажении фактов и указав, что отстраненный от власти в обход импичмента президент Виктор Янукович покинул страну добровольно (left of his own accord).
В русскоязычном сегменте интернета были популярны смонтированные видеоролики, сатирические изображения и репортажи, направленные против Псаки. По мнению Арика Толера из Global Voices, российские блогеры много работали, чтобы превратить Псаки в предмет для насмешек.
Некоторые российские СМИ приписывали Псаки заявления, которых она никогда не произносила — например, про «Ростовские горы», про Шестой флот ВМС США у берегов Белоруссии, про её комментарий по поводу победы российской команды по хоккею над командой США.
Внимание The New York Times также привлёк случай с фейком, запущенным российским новостным агентством ANNA. В нём утверждалось, что в июне 2014 года Псаки была уволена со своей должности пресс-секретаря, после того как она не появилась на брифинге в Вашингтоне. Позже выяснилось, что Псаки на тот момент была во Франции с деловым визитом, и её не увольняли. По мнению корреспондента «Би-би-си» Петра Козлова, российские государственные СМИ не заинтересованы разбираться в том, что в действительности говорила Псаки, а что было выдумано.
Дмитрий Киселёв придумал слово «псакинг», которое якобы употребляется, когда кто-то путает факты, а потом не извиняется за это.

## Личная жизнь
С 1 мая 2010 года замужем за Грегори Мечером (Gregory Mecher). В июле 2015 года у них родилась дочь Женевьева Грейс Мечер, по состоянию на 2020 год в семье воспитывалось два ребёнка.